# هندوپور
هندوپور (به انگلیسی: Hindupur) یک منطقهٔ مسکونی در هند است که در Hindupur mandal واقع شده‌است. هندوپور ۳۸٫۱۶ کیلومتر مربع مساحت و ۲۰۰٬۰۰۰ نفر جمعیت دارد و ۶۲۱ متر بالاتر از سطح دریا واقع شده‌است.